# Wiener Blut (operetta)
Wiener Blut (in italiano Sangue viennese) è un'operetta su musiche di Johann Strauss, arrangiate dal compositore Adolf Muller Jr. su libretto di Victor Léon e Leo Stein.

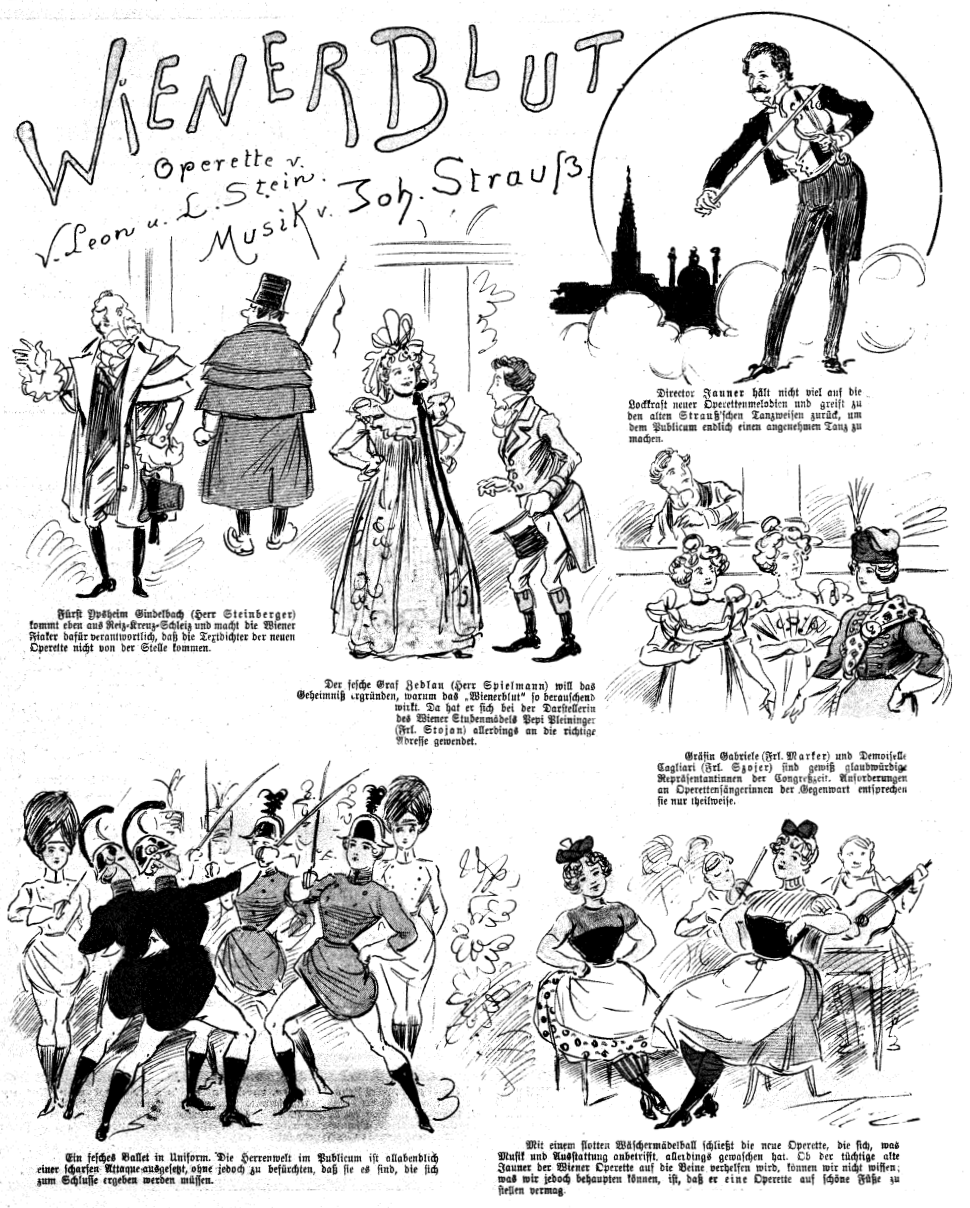
Pagina che il giornale Der Floh dedicò alla prima dell'operetta Wiener Blut

## Le origini
La prima dell'operetta Wiener Blut ebbe luogo il 26 ottobre 1899 al Carltheater di Vienna, quattro mesi dopo la scomparsa di Johann Strauss (3 giugno 1899).
Il lavoro fu commissionato da Franz Jauner, direttore del Carltheater.
L'originalità di quest'opera, il cui titolo rievoca uno dei valzer di maggiore successo di Strauss (Wiener Blut op. 354, 1873), sta nel fatto di svilupparsi interamente sulle melodie, prese e nuovamente arrangiate, da vecchie composizioni che Strauss aveva scritto durante il corso della sua lunga carriera artistica.
Dopo aver ottenuto l'autorizzazione di Strauss stesso, il compito di arrangiare e adattare le melodie per l'operetta venne affidato al compositore Adolf Muller jr. (già direttore d'orchestra al Theater an der Wien).
Il compito di scrivere il libretto fu invece affidato a Viktor Léon e Leo Stein, che di lì a poco sarebbero diventati due dei più autorevoli autori di operette viennesi.
Qualche anno più tardi, infatti, la coppia di librettisti contribuirà alla creazione di quella che ancora oggi è ritenuta una delle operette più famose di tutti i tempi: La vedova allegra (prima al Theater an der Wien il 30 dicembre 1905 su musica di Franz Lehár).
Franz Jauner nutriva le più profonde speranze nel successo di Wiener Blut, tuttavia, la serata della prima fu un fiasco totale e dopo sole trenta repliche venne tolta dal cartellone del Carltheater per far spazio all'opera The Geisha di Sidney Jones. A seguito di questo disastroso fallimento, Jauner si tolse la vita il 23 febbraio 1900. Cinque anni più tardi, a seguito di alcune sostanziali modifiche del libretto, Wiener Blut venne riproposta nella prima rappresentazione del 23 aprile al Theater an der Wien dove riscosse un inaspettato successo e nel 1928 entrò nel repertorio della Volksoper, dove è rimasta fino ad oggi.
Nel 1923 avviene la prima all'Opera di Amburgo e nel 1933 nel Grand Théâtre de Monte Carlo di "La valse de Vienne" con il tenore francese Georges Thill.
Il 22 dicembre 1934 avviene la prima rappresentazione nel Théâtre du Trianon-Lyrique di Parigi di "Sang viennois".
Il libretto scritto da Stein e Léon è ambientato ai tempi del Congresso di Vienna (1814-1815), una delle più grandi conferenze internazionali della storia che ridisegnò la mappa politica d'Europa dopo gli stravolgimenti causati dal periodo napoleonico.
Nonostante l'ambientazione inusuale con le trame tradizionali dell'operetta viennese, il tutto è "condito" da quei tipici elementi che hanno reso celebre a livello mondiale questo genere: scambi di identità, equivoci e personaggi stereotipati, il tutto in un ambiente che rispecchia alla perfezione l'epoca Biedermeyer con le caratteristiche e i lussi della classe borghese in ascesa. In un certo senso quest'opera voleva anche essere un omaggio a quello che era stato il più grande successo in campo teatrale di Johann Strauss: Il pipistrello (prima al Theater an der Wien il 5 aprile 1874).
In breve, il conte ambasciatore Zedlau, anche se sposato con Gabriele, sta intrattenendo una relazione con la ballerina Franzi e la modella Pepi. Quest'ultima, a sua volta, è fidanzata col cameriere del conte, Josef. I tentativi di Zedlau per mantenere in equilibrio tutti i suoi rapporti non fanno altro che creare una gran confusione, cosa non rara nel mondo dell'operetta viennese, che è resa ancor più caotica dal fatto che ad immischiarsi nella delicata situazione ci si metta l'anziano, ma sempre pronto ad innamorarsi, primo ministro principe Ypsheim-Gindelbach.
Dopo un lungo intrigo, molte incomprensioni e numerose false identità, Zedlau si renderà conto che il suo cuore appartiene solo alla moglie Gabriele che, generosamente, gli perdona i suoi numerosi tradimenti.
Nel 1942 esce il film Sangue viennese.
Al Wiener Staatsoper la première è stata il 10 gennaio 1943 diretta da Anton Paulik con Esther Réthy ed Erich Kunz e fino al 1955 ha avuto duecentotrentacinque rappresentazioni.
Al Teatro Verdi (Trieste) va in scena nel 1991.
L'idea di accompagnare un testo sulle note delle composizioni di Strauss non fu una scelta del tutto azzardata: il celebre Sul bel Danubio blu (An der schonen blauen Donau op. 314, 1867) inizialmente era stato concepito proprio come un valzer corale.
Per il suo Wiener Blut, Adolf Muller ebbe a disposizione una quantità di materiale immenso, e gratuito. L'abilità di Muller nel saper gestire la vasta gamma di materiale a sua disposizione è evidenziata, per esempio, nel modo in cui “fuse” i valzer Vino, donne e canto (Wein, Weib und Gesang op. 333, 1869) e Sul bel Danubio blu e nel finale del secondo atto e nel duetto fra Pepi e Josef nel primo atto, prevalentemente incentrati sulla polka veloce Leichtes blut! (op. 319, 1867).
Fra le altre note composizioni di Strauss rintracciabili nell'operetta vi sono le polke:
- Vergnügungszug op. 281, 1864;
- Ein Herz, ein Sinn! op. 323, 1868;
- Freikugeln op. 326, 1868;
- Fata Morgana op. 330, 1869;
- Rasch in der Tat! op. 409, 1883;
- Auf zum Tanze! op. 436, 1888;
- Postillon d'amour op. 317, 1867;
- Stadt und Land op. 322, 1868;
- Patronessen op. 286, 1864;

e i valzer:
- Geschichten aus dem Wienerwald op. 325,
- Morgenblätter op. 279, 1863;
- Freuet Euch des Lebens op. 340, 1870;
- Bei uns Z'haus op. 361, 1873;
- Serail-Tanze op. 5, 1844;
- Myrthenblüten op. 395, 1881
- Wo die Zitronen blühen op. 364, 1874;
- Neu Wien op. 342, 1870;
- Wiener Blut op. 354, 1873.

## Trama

### Atto 1
Vienna, Villa del conte Zedlau.
La scena si apre alla villa del conte Zedlau, ambasciatore dell'immaginario stato del Reuss-Schleiz-Greiz nella capitale austriaca, negli anni del Congresso di Vienna.
Josef, il valletto del conte, è ansioso poiché non riesce a rintracciare il padrone al quale deve consegnare degli importanti documenti che richiedono la sua attenzione immediata. Josef chiama anche la cameriera, Anna, ma senza ottenere alcun risultato. Appare invece l'amante del conte, la ballerina Franziska Cagliari, anche lei in attesa di Zedlau poiché è da cinque giorni che non ha più sue notizie e teme che la stia tradendo. I due sono interrotti dal padre di Franzi, Kagler, che vuole assicurarsi della presenza della figlia ad un ballo che si terrà quella sera in casa del conte Bitowsky.
Finalmente, quando tutti se ne vanno, il conte appare. Zedlau saluta Franzi, la quale però si lamenta con lui per essere stata lasciata sola per cinque giorni e chiede all'amante se ci sia una nuova ragazza nella sua vita. Il conte rassicura la ragazza dicendole che ha dovuto passare del tempo con la moglie per mantenere le apparenze, ma che nonostante ciò è sempre innamorato di lei. Franzi se ne va, apparentemente soddisfatta di questa spiegazione. Il conte dice a Josef di essere stato visto con la contessa dal primo ministro del Reuss-Schleiz-Greiz, il principe Ypsheim-Gindelbach, il quale crede però che la donna con cui era fosse l'amante, e non la moglie.
In ogni caso Zedlau ha puntato gli occhi su un'altra ragazza, una modella, con la quale desidera avere un incontro e Josef suggerisce al padrone di organizzare qualcosa per quella sera a Hietzing. Il conte allora fa scrivere a Josef, sotto dettatura, una lettera per la ragazza nella quale dichiara tutto il suo amore, dopodiché il conte se ne va. A questo punto entra in scena Pepi Pleininger, la fidanzata di Josef che, all'oscuro di tutto, ha appena terminato di scrivere la lettera del conte indirizzata proprio alla ragazza. Pepi vorrebbe tanto andare alla festa che si terrà quella sera a Hietzing ma Josef non può accontentarla poiché dovrà lavorare, intanto Pepi e Franzi discutono sugli ultimi preparativi per l'abito che la ballerina dovrà indossare quella sera. Quando tutti se ne vanno entra in scena il primo ministro che chiede a gran voce del conte ma, mentre Josef lo informa che non è in casa, viene contraddetto da Kagler, il quale pensa che si parli della figlia e perciò assicura il primo ministro della sua presenza mentre Josef si dispera.
Compare Franzi, lusingata dal ricevere la visita del primo ministro che, a sua volta, non riesce a comprendere il comportamento del conte che trascura così tanto la moglie (per lo meno quella che il ministro è convinto che sia sua moglie). La situazione viene ancor di più a complicarsi grazie alle continue interferenze di Kagler che, prima della sua partenza “forzata”, offre al ministro l'uso del suo cavallo (anche se il ministro è costretto ad ammettere che delle parole di Kagler ha capito ben poco a causa del suo dialetto viennese).
Il conte manifesta tutta la sua sorpresa poiché il conte non gli aveva mai parlato di Franzi e le racconta di aver sentito della relazione fra il conte (quello che crede essere suo marito) e una ballerina di nome Franziska Cagliari. Franzi, a questo punto, vorrebbe dire la verità, ma il ministro non le lascia il tempo di parlare e le racconta di aver visto il conte con un'altra dama per diversi giorni, insieme su una carrozza scoperta.
Gindelbach prosegue dicendo che questa non sarà di sicuro la sua ultima relazione, ma che di sicuro tornerà dalla moglie. Franzi se ne va, arrabbiata per le parole pronunciate dal ministro il quale si rende conto di non aver gestito la situazione in modo diplomatico come avrebbe dovuto. Per aggiungere ulteriori complicazioni, a questo punto, sopraggiunge la contessa Gabriele, che rievoca i giorni felici passati nella casa. Riappare Gindelbach (intento a deplorare la sua goffaggine) che, quando vede la contessa (che lui crede essere l'amante del conte) la rimprovera per la sfacciataggine di essersi presentata in quella casa. Riappare anche il conte che viene subito rimproverato dal primo ministro per aver portato la sua amante nella stessa abitazione con la moglie. Il conte cerca di sollecitare Gabriele ad andarsene, ma senza risultati, la contessa sa che il marito sta combinando qualcosa di poco chiaro e, mentre Zedlau cerca una soluzione, il primo ministro continua ad esprimere la propria disapprovazione. Quando ritorna Franzi sulla scena il conte prega Gindelbach di dire che la signora è sua moglie e il ministro accetta, sempre convinto che la contessa sia Franzi.

### Atto 2
Vienna, Palazzo del conte Bitowsky.
La sera, al ballo del conte Bitowsky, la contessa ipotizza col marito che la donna presso la villa altri non fosse stata che una sua amante, il conte però le assicura che Franzi è sì un'amante, ma non sua, bensì del primo ministro. I due coniugi parlano del loro matrimonio, la gioventù di Gabriele trascorsa nel palazzo dei genitori e la fortuna di Zedlau nell'averla sposata. La contessa, al tempo del loro incontro, era viennese mentre il conte veniva dal Reuss-Schleiz-Greiz, soltanto lo spirito viennese (il cosiddetto Wiener Blut) era riuscito a trasformarlo da uomo inflessibile in un Don Giovanni, facendogli dimenticare le proprie origini e vivendo, secondo le voci, con un gran numero di amanti.
A questo punto il conte si rende conto di amare ancora molto la moglie mentre Franzi, appena giunta al ballo, crede che la donna che ha visto a casa del conte sia una sua nuova amante. Quando il conte vede arrivare anche Pepi le va incontro e le porge la lettera che Josef aveva precedentemente scritto.
La ragazza riconosce la scrittura del fidanzato immaginando che sia lui a volerla invitare a passare la serata a Hietzing, ma quest'ultimo è troppo occupato per poterla accontentare. Pepi, delusa, si convince allora che la lettera è proprio del conte e decide di accettare l'invito. Il primo ministro mette in guardi Kagler dicendogli che la figlia è stata tradita dal conte con un'altra donna. La contessa vede il marito con Pepi e crede che sia lei l'ormai famosa Franzi. Gabriele chiede al marito di portarla alla festa di Hietzing, ma lui le risponde di avere del lavoro da fare con il primo ministro e usa la medesima scusa quando Franzi gli chiede la stessa cosa. Il primo ministro convince la contessa ad accompagnarlo a Hietzing (sempre supponendo che la contessa sia l'amante del conte). Gindelbach presenta le due donne, presentando la contessa come Demoiselle Cagliari e Franzi come la contessa, per il gran divertimento di entrambe.
La contessa, comunque, ritiene che Pepi sia l'amante di suo marito, Franzi Cagliari. Per far luce sulla situazione viene chiamato Josef, il quale però afferma che nessuna delle tre donne è Franzi, così da bloccare un intervento di Pepi che avrebbe potuto svelare la verità. Sembra che solo l'arrivo del conte possa risolvere la complicata situazione, ma tutto si risolve invece in uno scherzo. Soltanto quando le dame vengono presentate per ordine di rango, con grande stupore, il primo ministro e Franzi comprendono chi fosse la vera contessa: Gabriele.

### Atto 3
Vienna, Hietzing.
Il terzo atto si svolge a Hietzing, nella festa generale che si sta svolgendo nel sobborgo viennese. La contessa e il primo ministro si sono presentati insieme, il secondo parecchio a disagio per la situazione. Appare il conte, deciso a continuare la sua storia con Pepi, entrambi osservati da Josef e Franzi.
Il conte invita Pepi a bere dello champagne con lui, ricordando che l'uomo vive una sola volta e che perciò deve approfittare di tutte le occasioni della vita. Franzi e la contessa discutono sulla fedeltà degli uomini mentre Josef inorridisce quando comprende che la lettera che il conte gli aveva fatto scrivere per il suo appuntamento era indirizzata alla fidanzata. Tutto viene chiarito, il conte ritorna fedele alla moglie Gabriele, Josef con Pepi e Gindelbach con Franzi e, poiché tutti i problemi sono stati risolti, il primo ministro intona un inno allo spirito viennese, il Wiener Blut, al quale tutti quanti si uniscono.

## Brani famosi
- Anna, Anna, Anna!, Josef (atto I)
- Gruss Gott, mein liebes Kind!, Zedlau, Franzi (atto I)
- Na, also schreib und tu nicht schmieren!, Zedlau, Josef (atto I)
- Wunsch' guten Morgen, Herr von Pepi!, Pepi, Josef (atto I)
- Es hat dem Grafen nichts genutzt... Grüss dich Gott..., Gabriele (atto I)
- Nein, nein, daraus werd' ich nicht klug... Ja, ja, Gefahr ist im Verzug... Der Graf der treibt... , Gabriele, Zedlau, Gindelbach, Franzi (atto I)
- Ich war ein echtes Wiener Blut... Wiener Blut!, Zedlau, Gabriele (atto II)
- Durchlaucht!, Gabriele, Gindelbach (atto II)
- Ich habe gewonnen, ich habe gesiegt, Gindelbach, Franzi, Gabriele, Pepi, Josef, Zedlau (atto II)
- Die Wienerstadt, sie hat ein Symbol, Zedlau, Coro (atto II)
- Stoss an, stoss an, du Liebchen mein, Zedlau, Pepi (atto III)
- Wiener Blut!, Coro (atto III)

## Numeri musicali

### Atto I
- Introduzione
- Entrata di Josef: "Cercai di là, la cerco qua"
- Duetto Franziska/Josef: "Pepi, tu?"
- Duetto Franziska/Conte: "Saluto il mio tesor"
- Duetto Conte/Josef: "Or scrivi, sgorbi non perdono"
- Finale atto I: "E' dessa qui! qual buon contrattempo!"

### Atto II
- Polacca/Coro: "Chi sa dir degli invitati"
- Duetto Contessa/Conte: "Imperdonabil cosa ell'è"
- Duettino Pepi/Conte: "Codesto bigliettin l'ho scritto per te"
- Aria del Conte: "Da vent'anni in giù"
- Marcia delle Contesse: "Per il nostro Congresso"
- Finale atto II: "Ehi! Convien adesso agir"

### Atto III
- Intermezzo - "Hetzing sei bella assai"
- Sestetto Franziska/Pepi/Contessa/Conte/Josef/Ministro: "Venite, su, non fatevi pregar"
- Duetto Franziska/Contessa: "Facciamo dunque un po' di lega"
- Finale "Sangue viennese"

## Discografia
- Wiener Blut - Anton Paulik/Die Schönbrunner Schrammeln/Kurt Graunke Symphony Orchestra/Muenchner Kammerchor/Ingeborg Hallstein/Ferry Gruber/René Kollo/Dagmar Koller/Benno Kusche, 1975 Philips e DVD Deutsche Grammophon